# Egyszarvú hal
Az egyszarvú hal (Naso unicornis) a sugarasúszójú halak (Actinopterygii) osztályának sügéralakúak (Perciformes) rendjébe, ezen belül a doktorhalfélék (Acanthuridae) családjába tartozó faj.

## Előfordulása
Az egyszarvú hal a Csendes- és az Indiai-óceánokban, valamint a Vörös-tengerben fordul elő. Kelet-Afrikától kezdve egészen Hawaiig, a Marquises- és a Tuamotu-szigetekig sokfelé fellelhető. Elterjedésének az északi határát Japán, míg déli határát a Lord Howe-szigetcsoport képezi. A szomáliai jelenléte még vitatott.

## Megjelenése
Ez a halfaj általában 50 centiméter hosszú, de egyes példányai elérhetik a 70 centiméteres hosszúságot is. A hátúszóján 6 tüske és 27-30 sugár, míg a farok alatti úszóján 2 tüske és 27-30 sugár ül. Amikor a hal eléri a 12 centiméteres hosszúságot a homlokán megjelenik egy kis dudor, amiből felnőttkorára „szarv” alakul ki. Ez a szar az egyszarvú hal esetében nem nyúlik az ajkakon túl. A kifejlett példány farokúszójának két végéből vékony nyúlványok nőnek ki. A hal teste olívazöld kékes pikkelyekkel és tüskékkel. A hátúszója és a farok alatti úszója sárgás színű, vékony, kék csíkokkal.

## Életmódja
Trópusi, tengeri hal, amely a korallzátonyokon él 1-80 méteres mélységekben. A 26-29 Celsius-fokos vízhőmérsékletet kedveli. Főleg a korall borította és a törmelékes tengerfenéket, valamint a vízalatti sziklaszirteket részesíti előnyben. Az igen erős áramlatokat keresi fel. A lagúnák környékén is látható. Kisebb rajokba verődik, de néha magányosan is látható. Nappal keresi a táplálékát, amely általában a barnamoszatokhoz tartozó Sargassum.

## Szaporodása
Az egyszarvú halat megfigyelték párban is ívni.

## Felhasználása
Ezt a halfajt ipari mértékben halásszák. A városi akváriumok szívesen tartják. Az ember szívesen fogyasztja, azonban vigyázni kell, mivel néha ciguatera-mérgezést okozhat.

## Képek

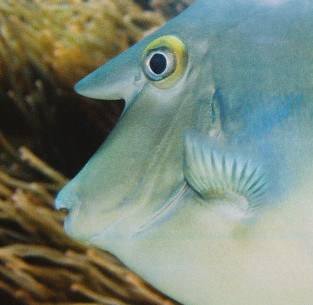
Portré
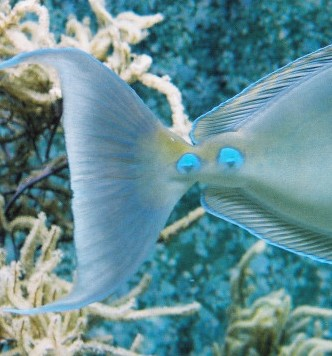
A farokúszója
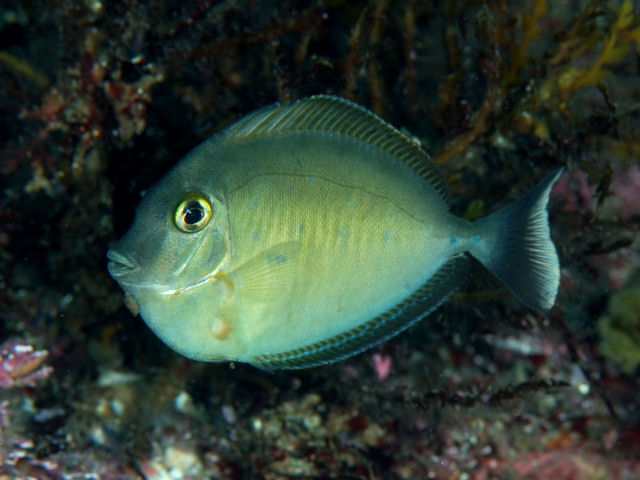
Fiatal példány
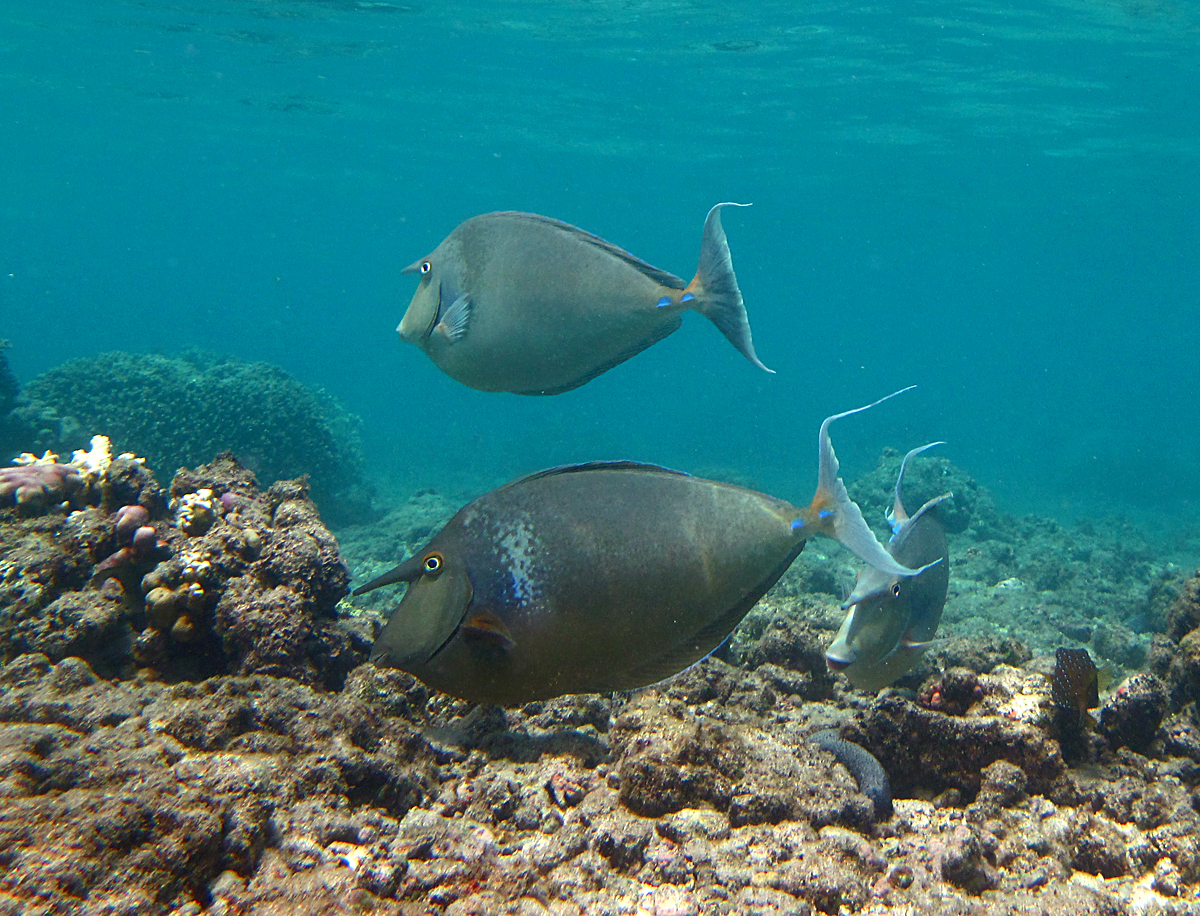
Kisebb rajban úszva
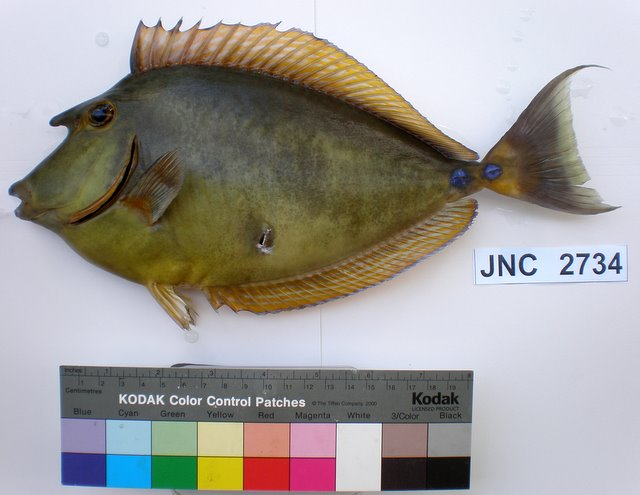
Új-Kaledónia vizeiből kifogott példány